# OC.RFC
OC.RFC（オリコラグビーフットボールクラブ）は、2025年現在関東社会人リーグ2部Aに所属する伊藤忠商事とオリコを母体とするラグビーユニオンチーム。

## リーグ戦戦績
- 2000-2001 関東社会人リーグ2部Bグループ 7位（1勝6敗）
- 2001-2002 関東社会人リーグ2部Cグループ 6位（4敗）
- 2002-2003 関東社会人リーグ2部Cグループ 6位（2勝5敗）
- 2003-2004 関東社会人リーグ2部Cブロック 5位（2勝4敗）
- 2004-2005 関東社会人リーグ2部Bブロック 5位（2勝4敗）
- 2005-2006 関東社会人リーグ2部Aブロック 6位（1勝6敗）
- 2006-2007 関東社会人リーグ2部Dブロック 3位（5勝2敗）
- 2007-2008 関東社会人リーグ2部Cブロック 3位（4勝3敗）、名称を「OC.RFC」に変更
- 2008-2009 関東社会人リーグ2部Aブロック 4位（4勝3敗）
- 2009-2010 関東社会人リーグ2部Cブロック 4位（4勝3敗）
- 2010-2011 関東社会人リーグ2部Bブロック 4位（4勝3敗）
- 2011-2012 関東社会人リーグ2部Cブロック 準優勝（5勝1敗）
- 2012-2013 関東社会人リーグ2部Aブロック 優勝（6勝0敗）
- 2013-2014 関東社会人リーグ2部Bブロック 準優勝（4勝1敗）
- 2014-2015 関東社会人リーグ2部Aブロック 優勝（6勝）、関東社会人リーグ1部昇格
- 2015-2016 関東社会人リーグ1部 8位（7敗）、関東社会人リーグ2部降格
- 2016-2017 関東社会人リーグ2部Dブロック 4位（3勝3敗）
- 2017-2018 関東社会人リーグ2部Dブロック 2位（4勝1敗1分）
- 2018-2019 関東社会人リーグ2部Bブロック 2位（4勝1敗）
- 2019-2020 関東社会人リーグ2部Bブロック 5位（2勝3敗）、関東社会人リーグ3部降格
- 2021-2022 関東社会人リーグ3部 優勝、関東社会人リーグ2部B昇格
- 2022-2023 関東社会人リーグ2部B 2位（6勝1敗）
- 2023-2024 関東社会人リーグ2部B 優勝（7勝）、入替戦：勝利、関東社会人リーグ2部A昇格
- 2024-2025 関東社会人リーグ2部A 2位（5勝2敗）